# زاك ويليس
زاك ويليس (بالإنجليزية: Zak Willis)‏ هو مدير فني أمريكي، ولد في 30 ديسمبر 1967 في لورينبرغ في الولايات المتحدة.